# Agricultural Industry Electronics Foundation

Das Logo der AEF

Die Agricultural Industry Electronics Foundation (AEF) wurde am 28. Oktober 2008 von sieben internationalen Landmaschinenherstellern und zwei Verbänden gegründet.
Als Anwender-Plattform stellt sie für die verstärkte Nutzung der Elektronik in der Landwirtschaft Ressourcen und Know-how bereit. Schwerpunkt sind zunächst wichtige Themenfelder im Rahmen von ISOBUS.
Der Verband wird durch die Gründungsmitglieder finanziert. Rund 50 Unternehmen und sonstige Organisationen sind Mitglieder.

## Gründungsmitglieder
Die Gründungsmitglieder waren:
- AGCO GmbH
- Alois Pöttinger Maschinenfabrik GmbH
- CLAAS KG aA mbH
- CNH
- John Deere
- Grimme Landmaschinen GmbH&Co.KG
- Kverneland Group Mechatronics
- Association of Equipment Manufacturers (AEM)
- VDMA[2]

## Projektgruppen
Der Verband hat Projektgruppen initiiert. Für jedes dieser Projekte ist eine internationale, aus Angehörigen der Mitgliedfirmen zusammengesetzte Arbeitsgruppe dabei Lösungen zu suchen. Es handelt sich um:
- Projektgruppe 1: Konformitätstest
- Projektgruppe 2: Funktionssicherheit
- Projektgruppe 3: Technische Umsetzung
- Projektgruppe 4: Service und Fehlerdiagnose
- Projektgruppe 5: Automatische Ablaufsteuerung (Sequence Control)
- Projektgruppe 6: Kommunikation und Marketing
- Projektgruppe 7: Hochvolt-Bordnetze
- Projektgruppe 8: Kamera-Systeme
- Projektgruppe 9: Farm Management Information Systems (FMIS)
- Projektgruppe 10: High-Speed ISOBUS
- Projektgruppe 11: Wireless In-field Communication[3]